# 黑龙江扎龙国家级自然保护区
黑龙江扎龙国家级自然保护区（简称扎龙自然保护区或扎龙）是中国第一个以丹顶鹤为主要保护对象的国家级自然保护区，位于黑龙江省齐齐哈尔市东南26公里处铁锋区扎龙镇，总面积21万公顷，主要保护对象为丹顶鹤等水禽及温带湿地生态系统，被誉为鹤的故乡。“扎龙”一词在满语中为“圈牛羊的地方”之意。

## 地理概况
扎龙自然保护区位于东经124°00'-124°30'，北纬46°55'-47°35'，地处中国东北松嫩平原外围的栎林草原地区，横跨二区四县，为温带大陆性季风气候。
扎龙湿地是嫩江支流乌裕尔河下游失去河道、河水漫溢而成的一大片永久性弱碱性淡水沼泽区，由许多小型浅水湖泊和广阔的草甸、草原组成。沼泽地最大水深0.75米，湖泊最大水深达5米。
扎龙湖位于乌裕尔河下游齐齐哈尔市与大庆市林甸县和杜尔伯特县境内。有齐扎公路直通保护区管理局。管理局建在保护区的中部偏西，西与扎龙村为邻，南与吐木柯村隔湖相望，北与石家店村一湖之隔，东同狐狸芯一水之隔。几个小岛上有居民居住。年平均温度3.9℃，年平均降水量402.7毫米，主要任务是湿地保护，

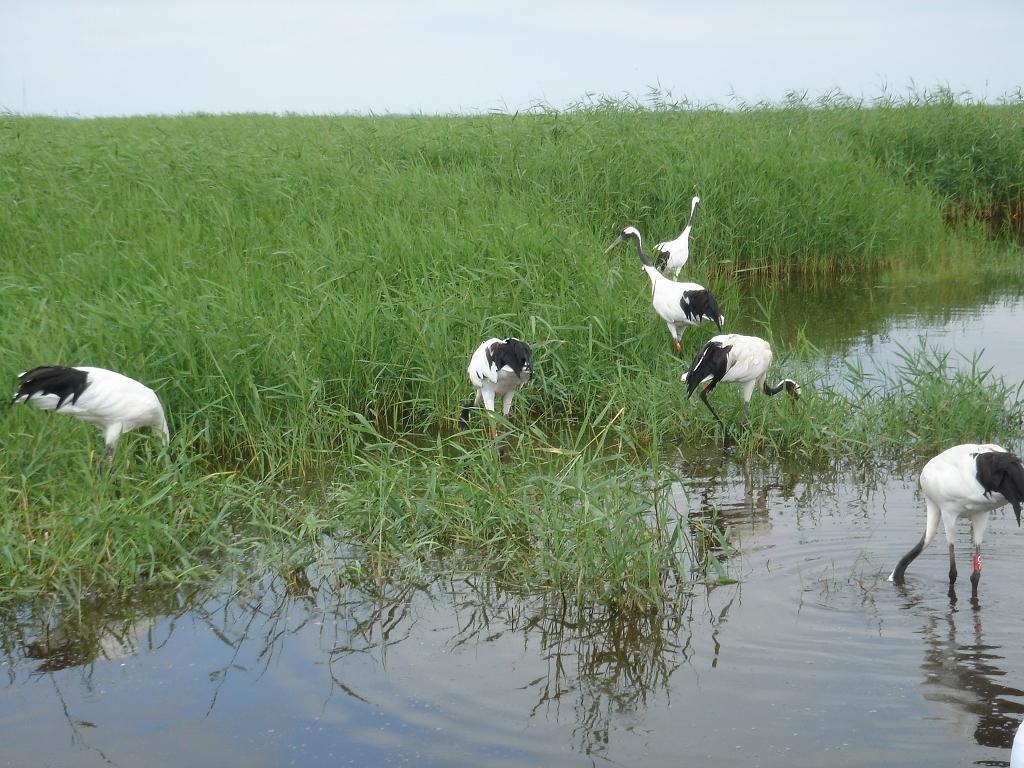
扎龙湿地和它的丹顶鹤。

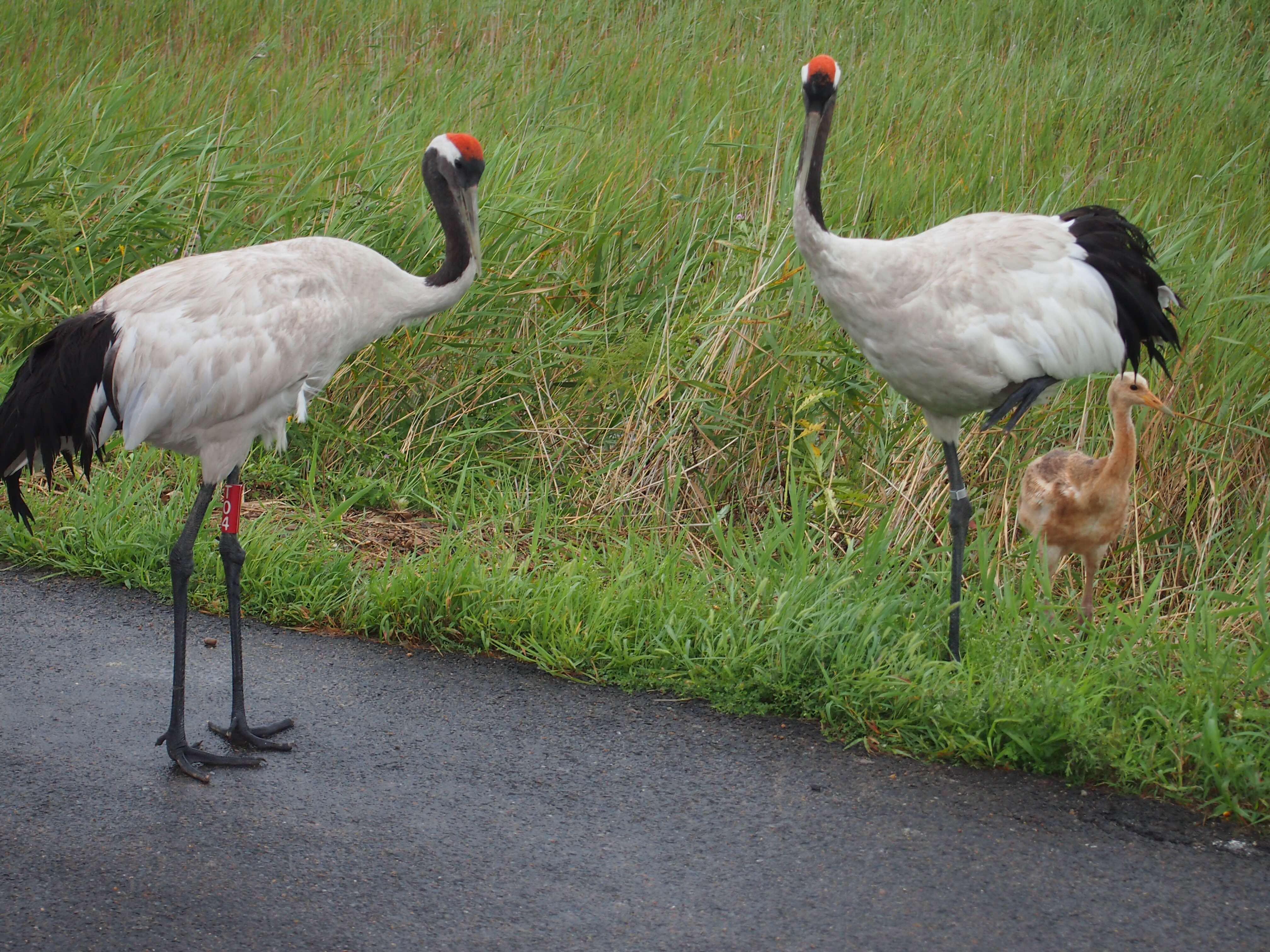
两只成年丹顶鹤与一只丹顶鹤幼鸟

## 鹤的故乡
扎龙自然保护区是同纬度地区景观最原始、物种最丰富的湿地自然综合体。境内大面积的沼泽、草甸和小湖泡，苇丛茂密、鱼虾众多，许多地方芦苇高达1-3米而人迹罕至，是水禽理想的栖息地。
扎龙自然保护区以鹤乡而著名：在全世界所有15种鹤类中，中国有9种，这里就有6种。其中属于一级保护鸟类有丹顶鹤、白鹤和白头鹤，及二级保护鸟类的白枕鹤、灰鹤和蓑羽鹤（还有资料说有闺秀鹤和沙丘鹤，是否为别名待查）。每年4-5月份，约有300余只丹顶鹤来此栖息繁衍，芦苇沼泽和塔头苔草是丹顶鹤的主要栖息地；白鹤数量近1000只，来此栖息逗留后继续北迁至俄罗斯境内，为迁徙性停息鸟。齐齐哈尔市也因而被称为“鹤城”。
保护区内的鸟类多达48科、260余种，水禽占120多种，占中国的半数以上。国家重点保护鸟类有35种，除著名的鹤类外，还有天鹅、大鸨、白琵鹭、隼等其他珍禽。在这里，野生经济鸟类每年繁殖数量达10万只以上。
区内还有鱼类9科46种、昆虫类277种、鸟类260余种、兽类21种，以及高等植物67科468种。

## 缺水问题
1990年代以来，由于乌裕尔河的沿途修建了60多座截流水库，使扎龙湿地的进水量由每年6.8亿立方米锐减到0.4亿立方米。同时，扎龙保护区内人员过多，区内开工建设了多项工程，破坏了湿地的自然形态，进一步加剧了缺水形势。1998年松嫩流域大洪水过后，扎龙湿地的主要水源乌裕尔河流域连年严重干旱，扎龙湿地水面急剧减少。由于长期缺水严重，扎龙湿地萎缩退化趋势加剧，最严重时核心区湿地有水面积不足100平方公里，湿地大面积荒火不断，尤其是2001-2002年冬季大火更为严重，直接威胁了鹤类等珍稀水禽繁殖栖息环境。
2001年开始通过齐齐哈尔中引管理处向扎龙湿地补水，开创了中国湿地保护区人工补水的先河。后又在2002年起从中部引嫩工程调水补给扎龙湿地，初步解决了扎龙湿地缺水问题。2009年正式建立了扎龙湿地长效补水机制，截止2014年底，累计补水20.99亿立方米。截止2017年，扎龙保护区已累计补水26.05亿立方米。通过人工补水，大火烧后的植被迅速得到恢复，鹤类栖息环境明显得到改善。通过补水，保住了扎龙湿地，保住了丹顶鹤的家园。

## 保护区历史
- 扎龙自然保护区原是齐齐哈尔市扎龙渔场所辖渔区。
- 1976年6月：在省营林局组织的全省珍贵稀有动物资源调查的基础上，根据中国科学院动物研究所著名鸟类专家郑作新教授的建议，齐齐哈尔市林业局按照省营林局的要求，组建了扎龙自然保护区筹备处。
- 1979年：经黑龙江省人民政府批准成为省级自然保护区，并成立扎龙自然保护区管理局。
- 1986年4月20日：中国决定在野生鹤类资源区域扎龙自然保护区开辟“鹤乡”旅游区。
- 1987年4月：经国务院批准，晋升为国家级自然保护区。
- 1992年7月31日：首批列入《国际重要湿地名录》。
- 2001年：扎龙国家级自然保护区加入中国《人与生物圈》组织[1]。

## 旅游相关
|            | 时间                | 价格               |
| ---------- | ------------------- | ------------------ |
| 淡季       | 11月1日—次年4月30日 | 每人次45元         |
| 旺季       | 5月1日—10月31日     | 每人次65元         |
| 观光车票价 |                     | 往返票价每人次10元 |

|                                                | 距离       | 路线                        | 车程用时      |
| ---------------------------------------------- | ---------- | --------------------------- | ------------- |
| 驾车：齐齐哈尔三家子机场至扎龙保护区           | 约36.6公里 | 途经水边公路、齐扎公路      | 约45分钟      |
| 驾车：齐齐哈尔南站至扎龙保护区                 | 约30.8公里 | 途经水边公路、齐扎公路      | 约40分钟      |
| 驾车：齐齐哈尔站至扎龙保护区                   | 约29.7公里 | 途经联通大道、齐扎公路      | 约40分钟      |
| 驾车：齐齐哈尔市公路客运枢纽至扎龙保护区       | 约32.8公里 | 途经联通大道、齐扎公路      | 约1小时       |
| 乘坐公交车：齐齐哈尔三家子机场至扎龙保护区     | 约40.8公里 | 乘坐111路至火车站换乘306路  | 约2小时10分钟 |
| 乘坐公交车：齐齐哈尔南站至扎龙保护区           | 约37.1公里 | 乘坐28路至大岗子换乘306路   | 约2小时       |
| 乘坐公交车：齐齐哈尔站至扎龙保护区             | 约29.7公里 | 乘坐306路                   | 约1小时       |
| 乘坐公交车：齐齐哈尔市公路客运枢纽至扎龙保护区 | 约32.8公里 | 乘坐33路至大润发站换乘306路 | 约1小时15分钟 |

| 日期                | 营业时间   |
| ------------------- | ---------- |
| 5月1日—10月31日     | 7:00-18:00 |
| 11月1日—次年4月30日 | 7:30-17:00 |

| 日期                                                                                             | 表演时间点                    |
| ------------------------------------------------------------------------------------------------ | ----------------------------- |
| 4月15日—4月30日                                                                                  | 10：30、15：00                |
| 5月1日 — 10月31日                                                                                | 9：30、11：00、14：00、15：30 |
| 训飞表演指训练员让丹顶鹤群在指定地点集体飞翔。如遇雨天可能会取消该表演，详情请询问保护区服务人员 |                               |